# Salyn Buzarquis
Enrique Salyn Concepción Buzarquis Cáceres (Coronel Oviedo, 11 de noviembre de 1974) es un abogado, docente y político paraguayo. Desde 2018 es senador nacional, por el Partido Liberal Radical Auténtico.

## Primeros años

### Familia
Enrique Salyn Concepción Buzarquis Cáceres nació en Coronel Oviedo, Caaguazú, el 11 de noviembre de 1974. Tiene cinco hermanos, entre ellos un gemelo, Antonio, quien también es un político liberal. Buzarquis es de ascendencia árabe, siendo descendiente de Antonio Buzarquis, quien llegó a Paraguay en 1888.
En 2018, Buzarquis contaba con un patrimonio de 1 227 000 000 guaraníes.

### Educación
Cursó sus estudios primarios en el Centro Educacional Diocesano Monseñor Jerónimo Pechillo (CED) de Coronel Oviedo. Su secundaria y bachiller en el Instituto Agropecuario Salesiano Carlos Pfannl.
Se recibió de abogado por la Universidad Católica "Nuestra Señora de la Asunción" (UCA). Realizó cursos de especialización en la Fundación Iberoamérica (Madrid, España) en Administración de Políticas Públicas.
Cursó una maestría en Campañas Electorales en la Universidad George Washington (Washington, Estados Unidos); maestría en Campañas Electorales en la Universidad Camilo José Cela de Madrid, España y una maestría en Campañas Electorales 7.ª Cumbre Mundial de Campañas Electorales en México. Ejerció la docencia en la Universidad del Norte.

### Matrimonios e hijos
En 1999, Buzarquis tuvo a su primer hijo, Jesús Shamir, con Gladys Espínola. En 2009, Espínola demandó a Buzarquis por bigamia, asegurando que ambos contrajeron matrimonio, pero este negó las acusaciones.
En 2009, Buzarquis contrajo matrimonio con Fiorella María Forestieri Alvarenga, con quien tuvo tres hijas: Salma María, Fátima Shahira y Victoria. Forestieri es una reina de belleza y política que ha ejercido como concejala municipal de Asunción desde 2021. En mayo de 2024, Forestieri confirmó públicamente su divorcio, el cual se habría dado en 2023.
En enero de 2024, Buzarquis comenzó a ser visto públicamente con Yeny Lorena Cardozo Ávalos, con quien contrajo matrimonio en diciembre de ese año. Cardozo es funcionaria de la Cámara de Senadores.

## Trayectoria política

### Inicios
Buzarquis milita en el Partido Liberal Radical Auténtico desde 1984. Fue presidente de la Juventud Liberal Radical Auténtica. En los 2000 fue secretario general de la Gobernación del Departamento de Caaguazú, ahí se estableció como un importante dirigente liberal de la zona, criticando duramente al entonces presidente Nicanor Duarte Frutos.

### Diputado nacional (2008-2012)
En 2008, Buzarquis fue electo diputado nacional por Caaguazú, ejerciendo también como presidente de la Cámara de Diputados desde ese año hasta 2010.

### Ministro de Obras Públicas (2012-2013)
En junio de 2012, luego de que Federico Franco asuma la presidencia, Buzarquis fue designado ministro de Obras Públicas y Comunicaciones, ejerciendo el cargo hasta agosto de 2013. Con el fin de poder ejercer el todo su mandato como ministro y acompañar al presidente Franco, Buzarquis decidió renunciar a su candidatura al Senado en las elecciones de 2013.

### Senador nacional (2018-)
En 2018, Buzarquis fue electo al Senado y reelecto en 2023.